# Сип (локалитет)
Сип је археолошко налазиште касноантичког утврђења на западној обали реке Кашајне, узводно од улаза у Сипски канал, у Ђердапској клисури.
Истражени су остаци утврђења квадратне основе, са странама дугим око 30m и квадратним кулама на угловима. Бедеми су широки око 2,5m. На основу културне стратиграфије у унутрашњости утврђења и археолошких налаза, кастел се датује у 6. век. Откривени су и старији налази из 3—4. века, а уколико се прихвати претпоставка да се ради о кастелу lulii vallae, као време настанка може се узети и 1. век.